# Adam Black

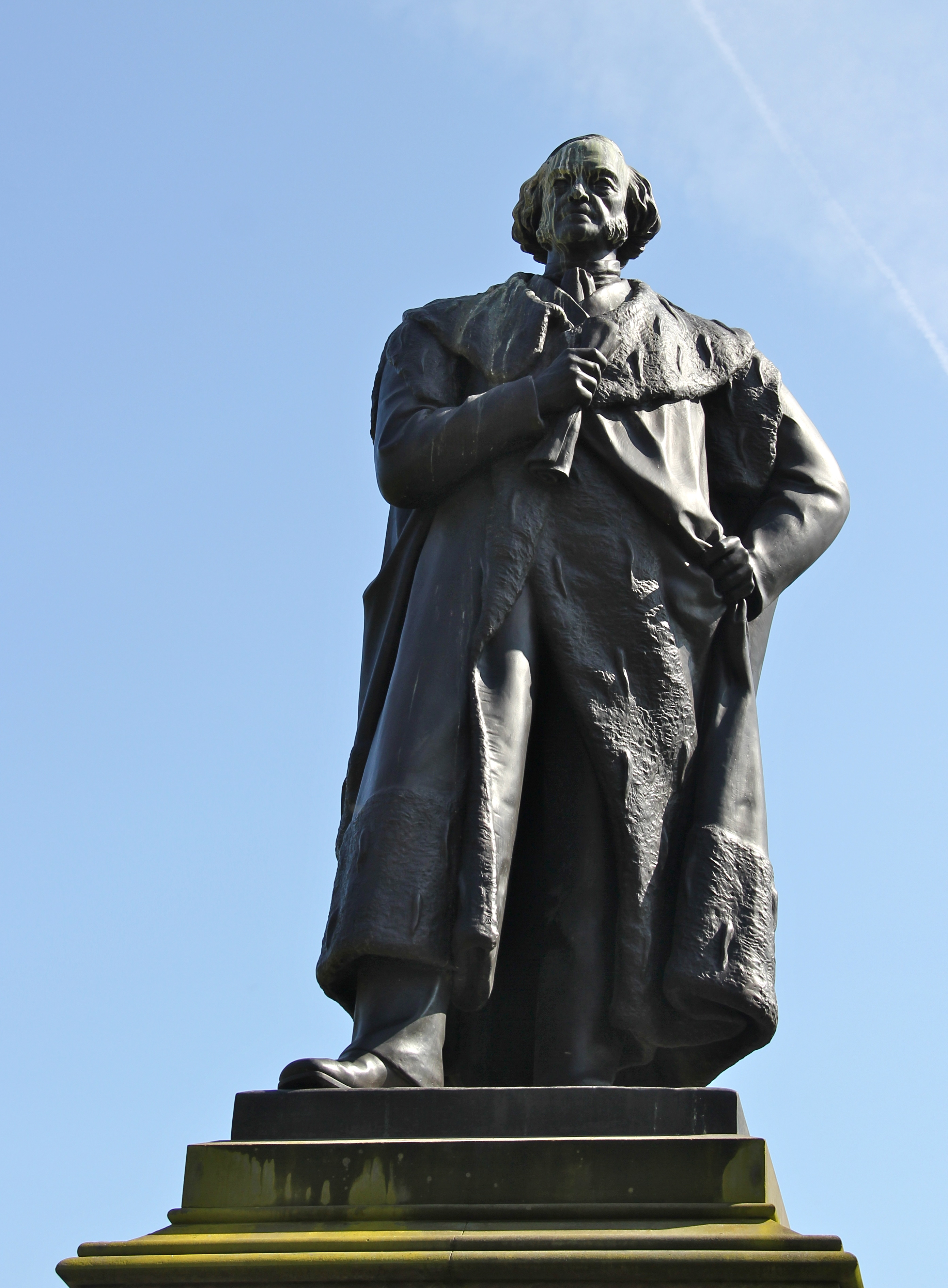
Statue von Adam Black in den Princes Street Gardens, Edinburgh

Adam Black (* 20. Februar 1784 in Edinburgh; † 24. Januar 1874 in Edinburgh) war ein schottischer Buchhändler und Politiker. Er war Verleger der 7. bis 9. Auflage der Encyclopædia Britannica und eine zentrale Figur in der Politik Schottlands im 19. Jahrhundert.
Black besuchte ab 1791 die Highschool in Edinburgh und belegte 1798/99 die Fächer Griechisch und Latein an der Universität Edinburgh. 1799 begann er eine Ausbildung bei dem Buchhändler John Fairbairn. 1804 wechselte er zu Lackington, Allen & Co. in London, wo er zwei Jahre lang arbeitete. Zurück in Edinburgh heiratete er 1817 Isabella Tait, die Tochter eines Bauunternehmers. Das Paar hatte 4 Söhne und 5 Töchter.
1807 erwarb er eine eigene Buchhandlung in Edinburgh. 1817 gründete er mit seinem Neffen Charles Black das Verlagshaus „A & C Black“. Black hatte bis 1823 den Ruf als einer der wichtigsten Buchhändler Edinburghs erworben. Nach dem Tod Archibald Constables, dem vorherigen Herausgeber, erwarben Adam und Charles Black die Rechte an der Encyclopædia Britannica. Sie führten ab der 7. Auflage einen Index der enthaltenen Themengebiete ein, der sich bis zur 14. Auflage halten konnte. Sie erweiterten zwar den Inhalt, der Artikelbestand war aber bis zur 8. Auflage nur wenig überarbeitet und aktualisiert worden. Diese Überarbeitung fand im Rahmen der 9. Auflage, als sogenannte Scholar's Edition die berühmteste Auflage der Britannica, unter Mitwirkung der bekanntesten Wissenschaftler statt. A & C Black gerieten während der Ausarbeitung dieser Auflage, die zwischen 1875 und 1889 veröffentlicht wurde, in finanzielle Schwierigkeiten und musste deshalb die weitere Beteiligung an der Britannica beenden; Black starb 1874 vor der Herausgabe der Auflage. Die sogenannte „Britannica“, in englischer Sprache, wurde bis in die USA und nach Australien verkauft.
1847 gründete Adam Black das Personenlexikon Who’s Who, das er im selben Jahr mit Apostroph (’s) als Marke registrierte. 1848 widmete sich die erste Personenenzyklopädie auf 250 Seiten der britischen Königsfamilie, dem Hochadel, Politikern, Richtern und Offizieren. Who’s Who wurde ab 1899 auch in den USA verlegt. 1906 folgte das Who’s Who in Australien, ab 1945 in Europa. Heute hält die „Encyclopædia Britannica Incorporated Inc.“ die Markenrechte an der Encyclopædia Britannica. Mit über 75.000 Artikeln (2004) zählt das Lexikon zu den renommiertesten Nachschlagewerken der Welt.
A & C Black war außerdem die Edinburgher Vertriebsagentur für die Whigs-nahe Politik- und Literaturzeitschrift The Edinburgh Review. 1851 kaufte Black die verbliebenen Rechte an Walter Scotts Werken auf. Nachdem 1854 Charles Black gestorben war, traten zwei Söhne Adam Blacks in den Verlag ein. Er selbst reiste zwar oft in seinen letzten Jahren, nahm am Geschäftsbetrieb jedoch bis 1870 aktiv teil.
Adam Black starb am 24. Januar 1874 in Edinburgh und wurde dort auf dem Warriston Cemetery beigesetzt.

## Belege
1. 1 2 3  
Gordon F. Millar: Black, Adam (1784–1874). In: Henry Colin Gray Matthew, Brian Harrison (Hrsg.): Oxford Dictionary of National Biography, from the earliest times to the year 2000 (ODNB).  Oxford University Press, Oxford 2004, ISBN 0-19-861411-X; doi:10.1093/ref:odnb/2491 (Lizenz erforderlich), Stand: 2004.
2. ↑  Maren Runte, Julia C. Steube: Encyclopædia Britannica. In: Ulrike von Haß (Hrsg.): Große Lexika und Wörterbücher Europas: Europäische Enzyklopädien und Wörterbücher in historischen Porträts. De Gruyter, Berlin/Boston 2011, ISBN 978-3-11-024111-2, S. 82–83, (abgerufen über  de Gruyter online).
3. ↑  
Eintrag Black, Adam. In: Biografischer Index ehemaliger Mitglieder der Royal Society of Edinburgh (1783–2002), Teil 1, S. 85.

| Personendaten    | Personendaten                       |
| ---------------- | ----------------------------------- |
| NAME             | Black, Adam                         |
| KURZBESCHREIBUNG | schottischer Verleger und Politiker |
| GEBURTSDATUM     | 20. Februar 1784                    |
| GEBURTSORT       | Edinburgh                           |
| STERBEDATUM      | 24. Januar 1874                     |
| STERBEORT        | Edinburgh                           |